# Erwin Bachmann
Erwin Bachmann (5 de maio de 1921 - 18 de fevereiro de 2010) foi um oficial alemão que serviu durante a Segunda Guerra Mundial. Foi condecorado com a Cruz de Cavaleiro da Cruz de Ferro.

## Condecorações
| Cruz de Ferro 2ª Classe                                    |
| Cruz de Ferro 1ª Classe                                    |
| Cruz de Cavaleiro da Cruz de Ferro 10 de fevereiro de 1945 |